# Pittsburgh Concerto (Badings)
Pittsburgh Concerto is een compositie voor harmonieorkest en elektronisch geluidsband van Henk Badings. Het werk is opgedragen aan het The American Wind Symphony Orchestra en hun dirigent Robert Austin Boudreau. Dit orkest verzorgde de première van het werk op 10 juli 1965 in Pittsburgh (Pennsylvania) en heeft het werk ook op langspeelplaat opgenomen.